# Three Rivers (Nouveau-Brunswick)
Three Rivers est un village du Nouveau-Brunswick au Canada, rattaché à la région Sud-Est. Il est créé le 1er janvier 2023.

## Géographie
Le territoire de la municipalité comprend Elgin Centre, Elgin Parish, Petitcodiac et une petite partie de Salisbury. Elle est divisée en trois quartiers.

## Histoire
La municipalité de Three Rivers est créée le 1er janvier 2023 par l'annexion au village de Petitcodiac du district de services locaux (DSL) d'Elgin et de portions des DSL de la paroisse de Cardwell, de la paroisse d'Elgin et de la paroisse de Salisbury, dans le cadre de la réforme territoriale de la province.

## Politique et administration
La municipalité est dirigée par un conseil municipal de cinq membres, dont le maire, élus pour quatre ans. Les premières élections ont lieu le 28 novembre 2022.
| Période          | Période  | Identité       | Étiquette | Qualité |
| ---------------- | -------- | -------------- | --------- | ------- |
| 1er janvier 2023 | en cours | Peter Saunders |           |         |